# 문무잡과방목
문무잡과방목(文武雜科榜目)은 대한민국 강원특별자치도 강릉시 오죽헌시립박물관이 소장한 조선 시대 문서로 중종 8년(1513)에 실시한 문무잡과 시험에 합격한 합격자의 명단이다.
1976년 4월 23일 대한민국의 보물 제603호로 지정되었다.

## 개요
문무잡과방목(文武雜科榜目)은 중종 8년(1513)에 실시한 문무잡과 시험에 합격한 합격자의 명단이다.
소장자의 선조인 심언광에게 내려져 전해져온 것으로, 같은 해에 실시된 사마시험의 대과합격자 명단인 「정덕계유사마방목」은 월성 옥산서원에 소장되어 있는데 문무잡과방목보다 앞서 보물 제524-1호로 지정되었다.
전체 매수 37매로 가로 17.5cm, 세로 30cm이다.
조선 후기의 방목은 많이 있으나 이것은 조선 전기의 방목으로서 희귀한 것이며, 더우기 문무잡과방목은 세 개 과의 합동방목으로서 가장 오래된 것이며 조선시대 주요인물 연구에 귀중한 자료이다. 이것을 인쇄한 활자는 세종 갑인년에 주조한 갑인자로 인쇄문화연구에도 귀중한 자료가 되고 있다.

## 갤러리

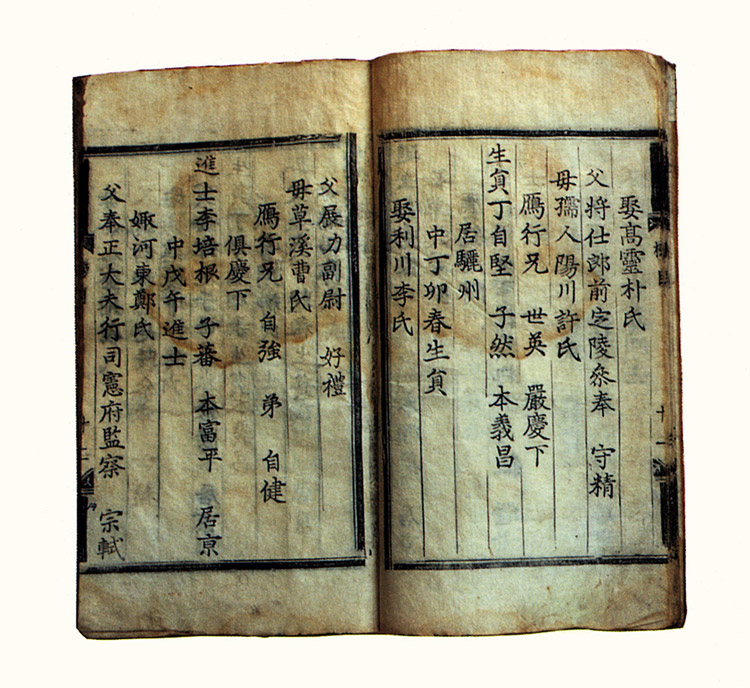
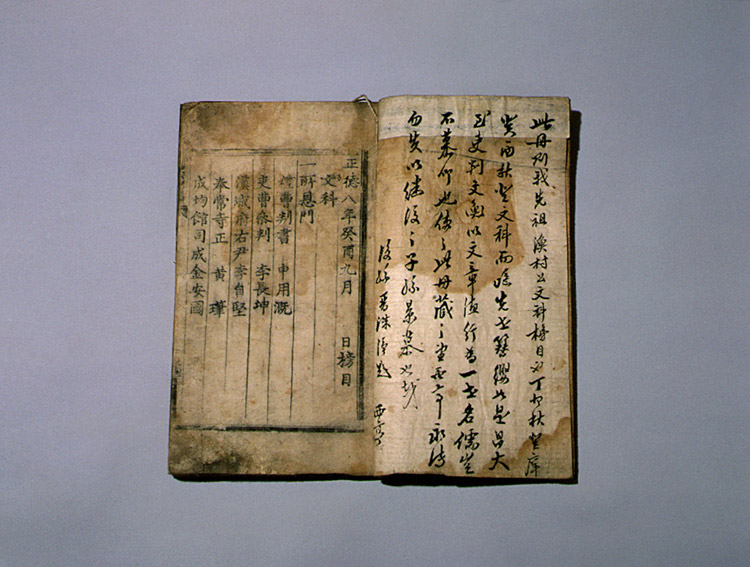

## 같이 보기
- 정덕계유사마방목 - 보물 제524-1호

## 참고 자료
- 문무잡과방목 - 국가유산청 국가유산포털